# Euxoa candida
Euxoa candida är en fjärilsart som beskrevs av Smith 1894. Euxoa candida ingår i släktet Euxoa och familjen nattflyn. Inga underarter finns listade i Catalogue of Life.